# Kappel SG
| SG ist das Kürzel für den Kanton St. Gallen in der Schweiz. Es wird verwendet, um Verwechslungen mit anderen Einträgen des Namens Kappel zu vermeiden. |

Kappel ist ein Ortsteil der politischen Gemeinde Ebnat-Kappel, die im Wahlkreis Toggenburg des Schweizer Kantons St. Gallen liegt. Bis Ende 1964 bildete Kappel eine eigene politische Gemeinde.

## Geographie

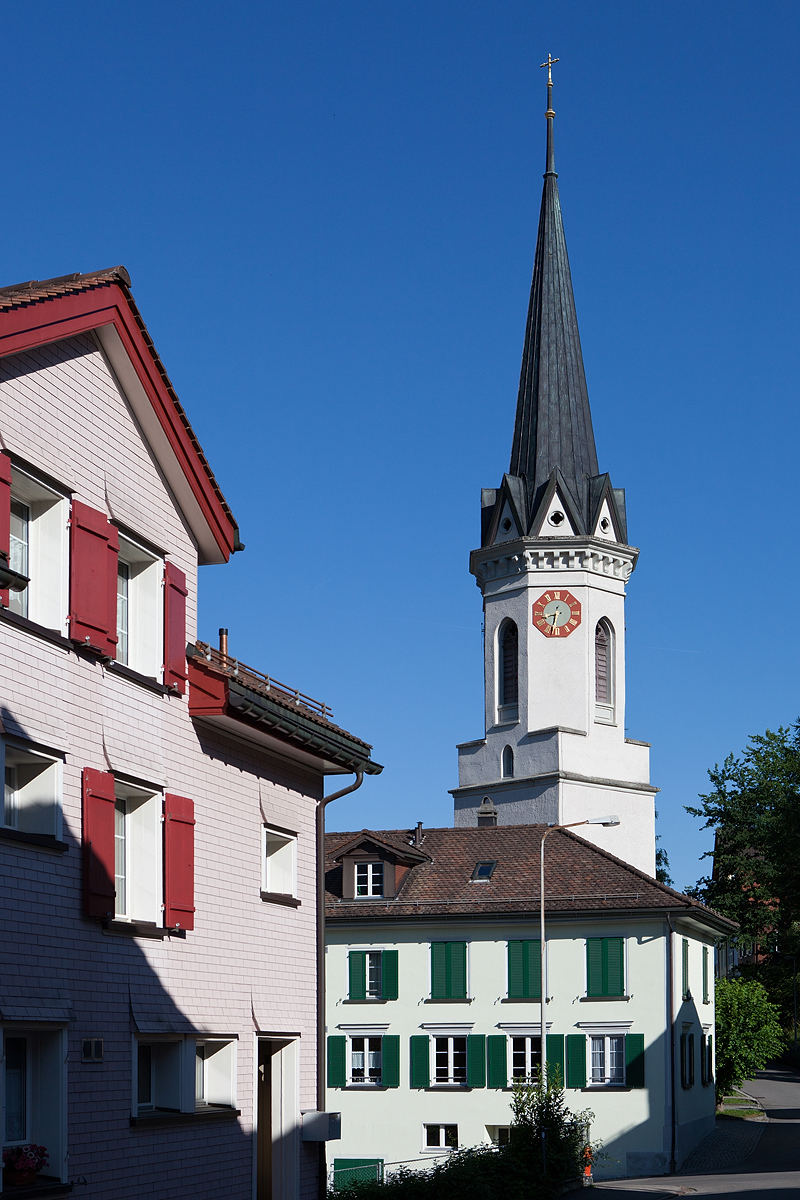
Kath. Kirche Kappel

Kappel liegt im Toggenburg im Thurtal zwischen Nesslau und Wattwil.
Das Dorf war durch die Gemeinde Ebnat vollständig vom dazugehörigen Land getrennt. Neben dem Strassendorf Kappel ausgeprägte Einzelhofsiedlung in voralpiner Hügellandschaft.
Das Gemeindegebiet reichte vom Speer auf 1950 m ü. M. im Süden bis zum Bendel nördlich der Thur.

## Geschichte

Ebnat und im Hintergrund Wattwil im Jahr 1955

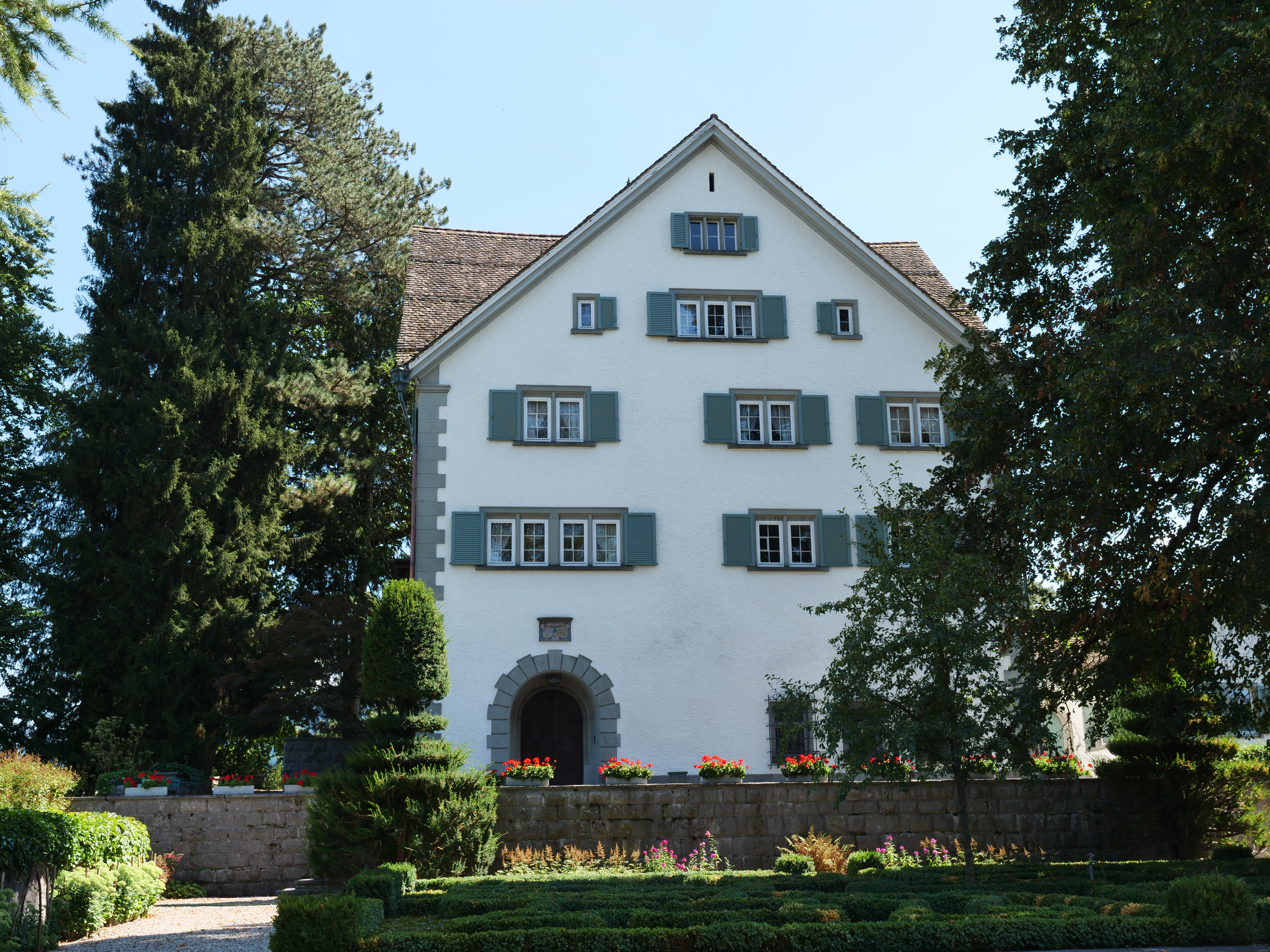
Haus Felsenstein

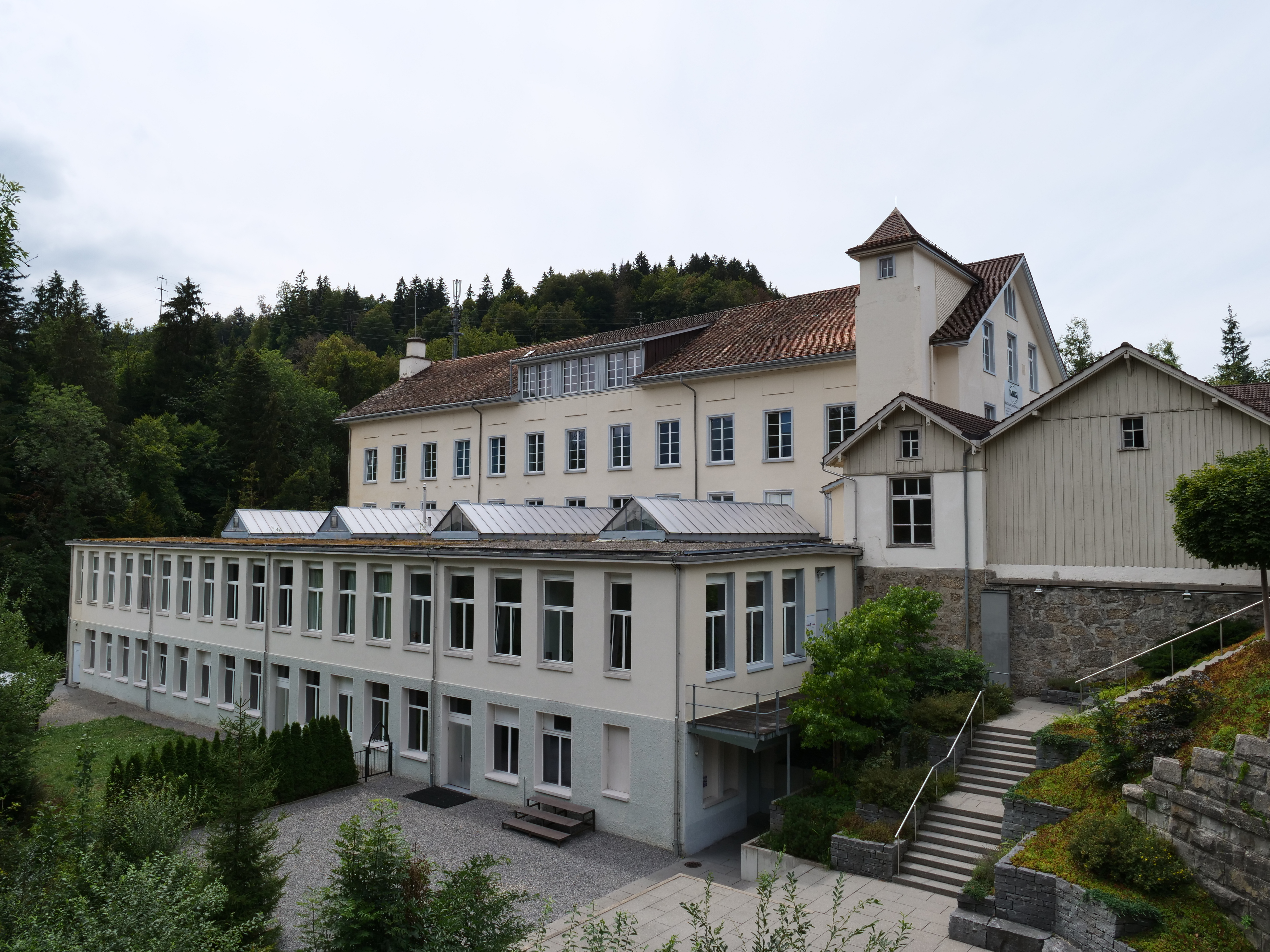
Weberei Trempel bei Krummenau

Die erste Flurnamenerwähnung erfolgte 912 als Hohenwarta. Vermischte grundherrschaftliche Rechte bewirkten die Trennung von Dorf und dem übrigen Gemeindegebiet. Das Kloster St. Johann kam 1218 in Besitz des Patronatsrechts der Capelle. In der Folge gehörte Kappel zum St. Johanner Gericht Thurtal, Ebnat zum Gericht Iberg. 1468 ging Kappel wie das übrige Toggenburg durch Kauf an die Fürstabtei St. Gallen über und wurde 1477 zur Pfarrei. Nach der Reformation wurde die Kirche für den evangelischen Kultus, nach 1593 paritätisch genutzt. 1620 wurde eine katholische und 1679 eine evangelische Pfarrei errichtet. Das Patrizierhaus zum Felsenstein, 1624 von Hans Heinrich Bösch erbaut, belegt Wohlstand und Führungsrolle einzelner Familien. 1803 wurde Kappel eine politische Gemeinde des neuen Kantons St. Gallen.
In der vorindustriellen Wirtschaft dominierte Viehzucht mit Alpwirtschaft. In der Textilverarbeitung entwickelte sich im 18. Jahrhundert zunächst die Baumwollspinnerei, später auch die Baumwollweberei in Heimindustrie. Ab Mitte des 19. Jahrhunderts stand eine Rotfärberei im Dorf, die Stickereiindustrie gewann nach 1860 an Bedeutung; 1865 wurde die mechanische Buntweberei im Trempel ausgebaut. Kappel nahm Aufschwung als Molken- und Luftkurort. Der Dorfbrand zerstörte 1854 71 Häuser und beide Kirchen. In der Blütezeit der Stickerei wurde 1870 die Bahnlinie von Wil nach Ebnat-Kappel eröffnet und 1912 bis Nesslau erweitert. Nach dem Ersten Weltkrieg sicherten trotz Stickereikrise breit gefächerte Kleinindustrien den Bevölkerungsbestand. Die Industrialisierung förderte das Zusammenwachsen mit Ebnat: 1841 entstand die Sekundarschule Ebnat-Kappel, 1943 die private Dorfgemeinschaft Ebnat-Kappel, und 1965 erfolgte die Gemeindefusion.
| Jahr      | 1827 | 1860 | 1900 | 1950 | 1960 |
| Einwohner | 1995 | 2229 | 2187 | 1883 | 1968 |